# Jüdischer Friedhof (Rimbeck)

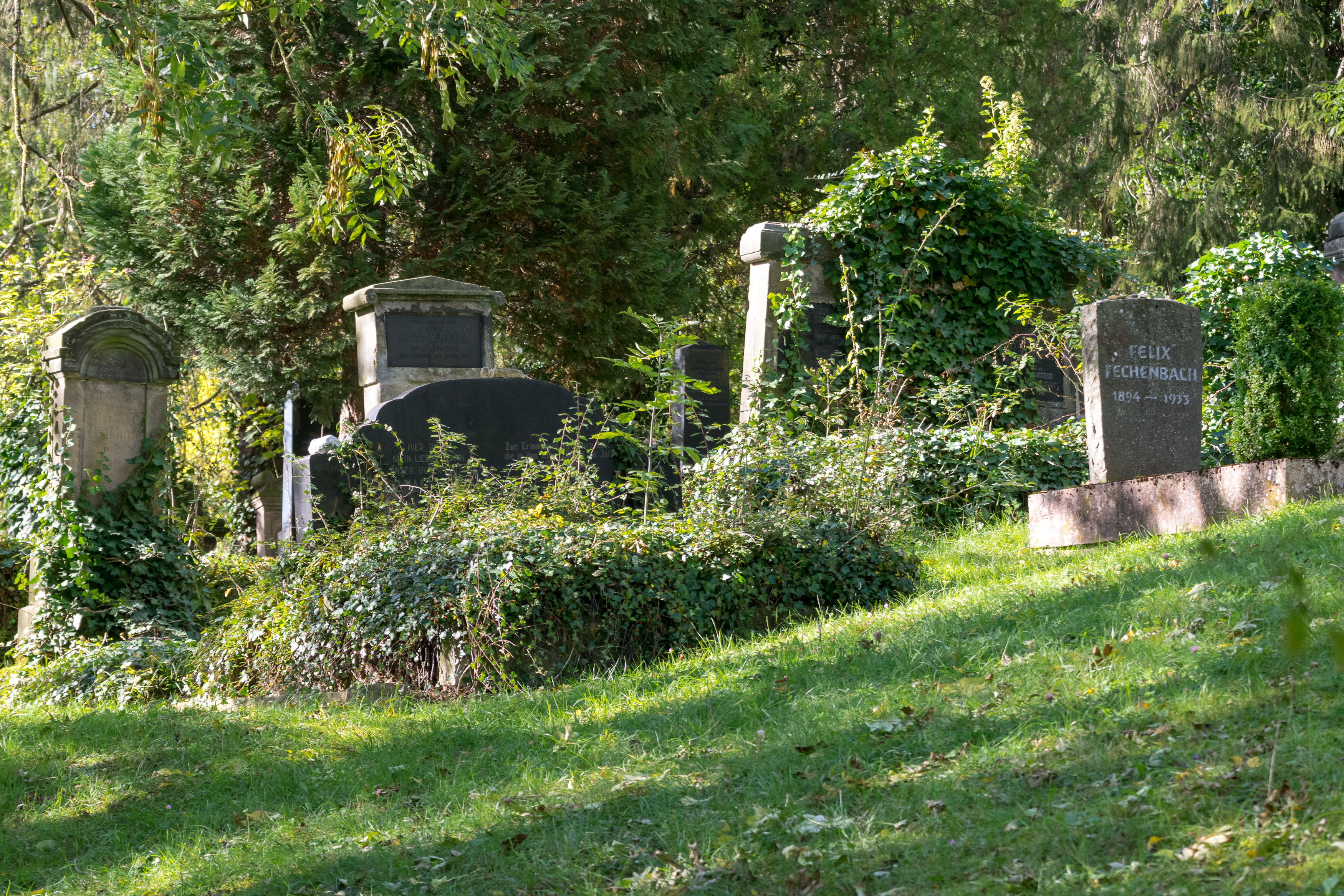
Der jüdische Friedhof in Rimbeck

Der Jüdische Friedhof Rimbeck befindet sich im Bezirk Rimbeck der Stadt Warburg im Kreis Höxter in Nordrhein-Westfalen. Als jüdischer Friedhof ist er ein Baudenkmal.
Auf dem ca. 1.300 m² großen Friedhof in Hanglage Am Kellberg, Zugang über den Zionsweg, sind 65 Juden bestattet worden, darunter der Journalist Felix Fechenbach. Die meisten Gräber stammen aus der Zeit um 1900. Über die Anzahl der erhaltenen Grabsteine gibt es keine Angaben.
Der Friedhof wurde von vor 1870 bis etwa 1933 belegt. Nach anderen Angaben wurde er erst 1875 angelegt.